# Chester Ashley
Chester Ashley, född 1 juni 1791 i Amherst, Massachusetts, död 29 april 1848 i Washington, D.C., var en amerikansk demokratisk politiker och advokat. Han representerade delstaten Arkansas i USA:s senat från 8 november 1844 fram till sin död.
Ashley studerade juridik i Litchfield, Connecticut. Han inledde 1817 sin karriär som advokat i Hudson, New York. Han flyttade 1820 till Little Rock och blev där en av de mest framträdande advokaterna i Arkansasterritoriet. Tillsammans med Robert Crittenden grundade han den kända advokatbyrån Rose Law Firm. Crittenden blev senare guvernör i Arkansasterritoriet.
Ashley blev mycket förmögen tack vare sin verksamhet som advokat och blev med åren politikintresserad. Han stödde James K. Polk i presidentvalet i USA 1844. Senator William S. Fulton avled 1844 i ämbetet och Ashley valdes till Fultons efterträdare i senaten. Även han avled i ämbetet.
Ashleys grav finns på Mount Holly Cemetery i Little Rock. Ashley County har fått sitt namn efter honom.